# Temple de Ta'er (ciutat de Suoyang)
El Temple de Ta'er (en xinés: 塔尔寺; literalment 'Temple de la pagoda') és el nom actual d'un temple budista en ruïnes fora de la ciutat de Suoyang del Comtat de Guazhou, a Gansu, a la Xina. Es va identificar provisionalment amb el Temple del Rei Aixoka registrat en documents, que es va construir durant la dinastia Zhou del Nord (557–581) a tot tardar. Les ruïnes, incloent-hi la principal pagoda de tova i onze de més petites, la majoria daten de la dinastia Xia Occidental (Imperi Tangut), del 1038–1227.

## Ruïnes del temple

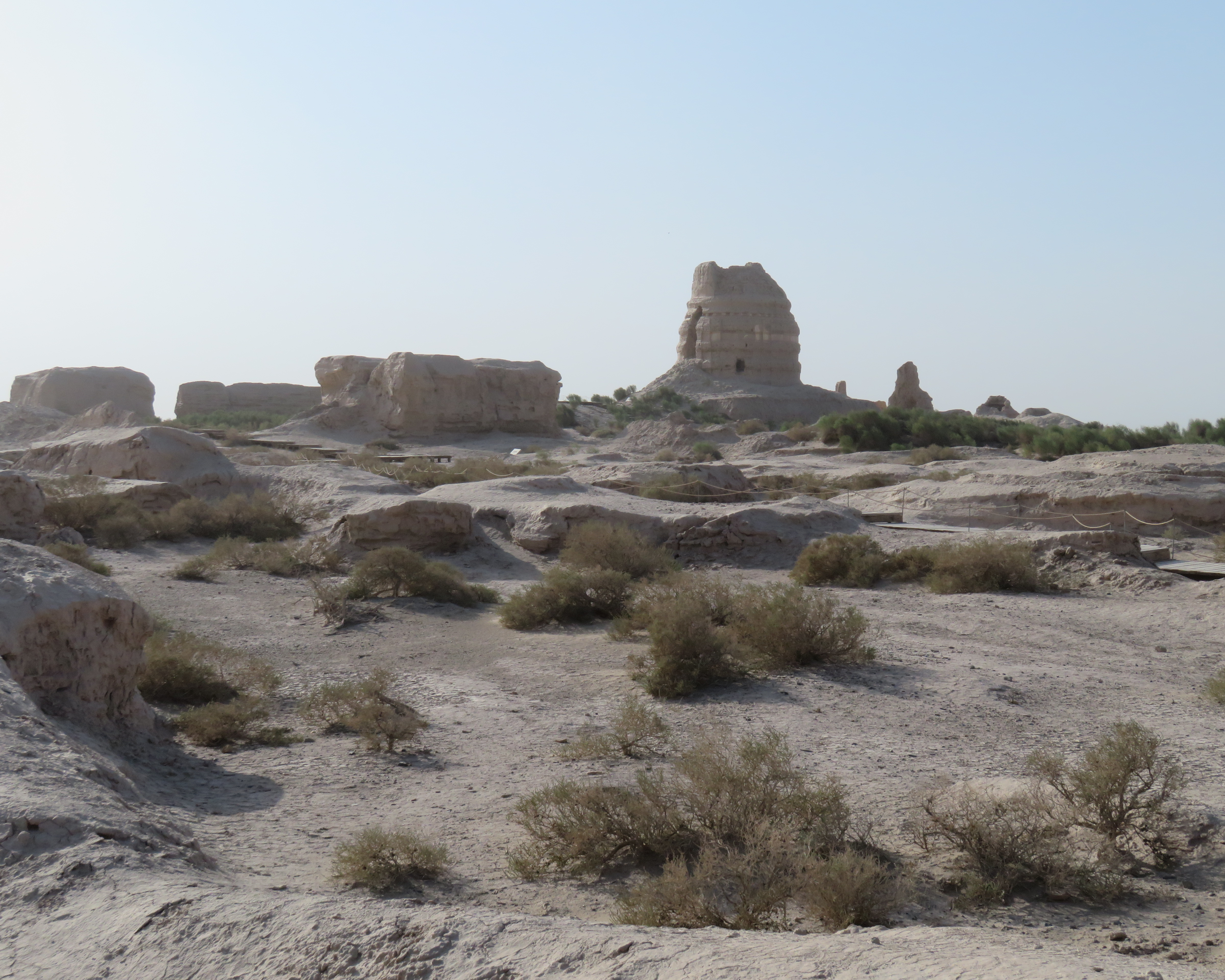
Vista de les ruïnes

El Temple de Ta'er és a 1 km a l'est de Suoyang, que fou seu de la Prefectura de Guazhou durant la dinastia Tang. Les ruïnes del temple ocupen una àrea de 15,000 m². Les restants estructures consten d'una pagoda principal, 11 de més petites, els fonaments d'una torre de tambors i un campanar i residències per als monjos.
Al centre del temple hi ha la base d'un altre gran temple, i al nord es troba la pagoda principal, que té 14,5 m d'alçada. L'estructura de tova és coberta de calç blanca i té forma de bol bolcat. Al nord de la pagoda principal n'hi ha les restes d'altres 11 de més petites La majoria de les ruïnes daten de la dinastia Xia Occidental, incloses les pagodes.(2)

## Història i arqueologia

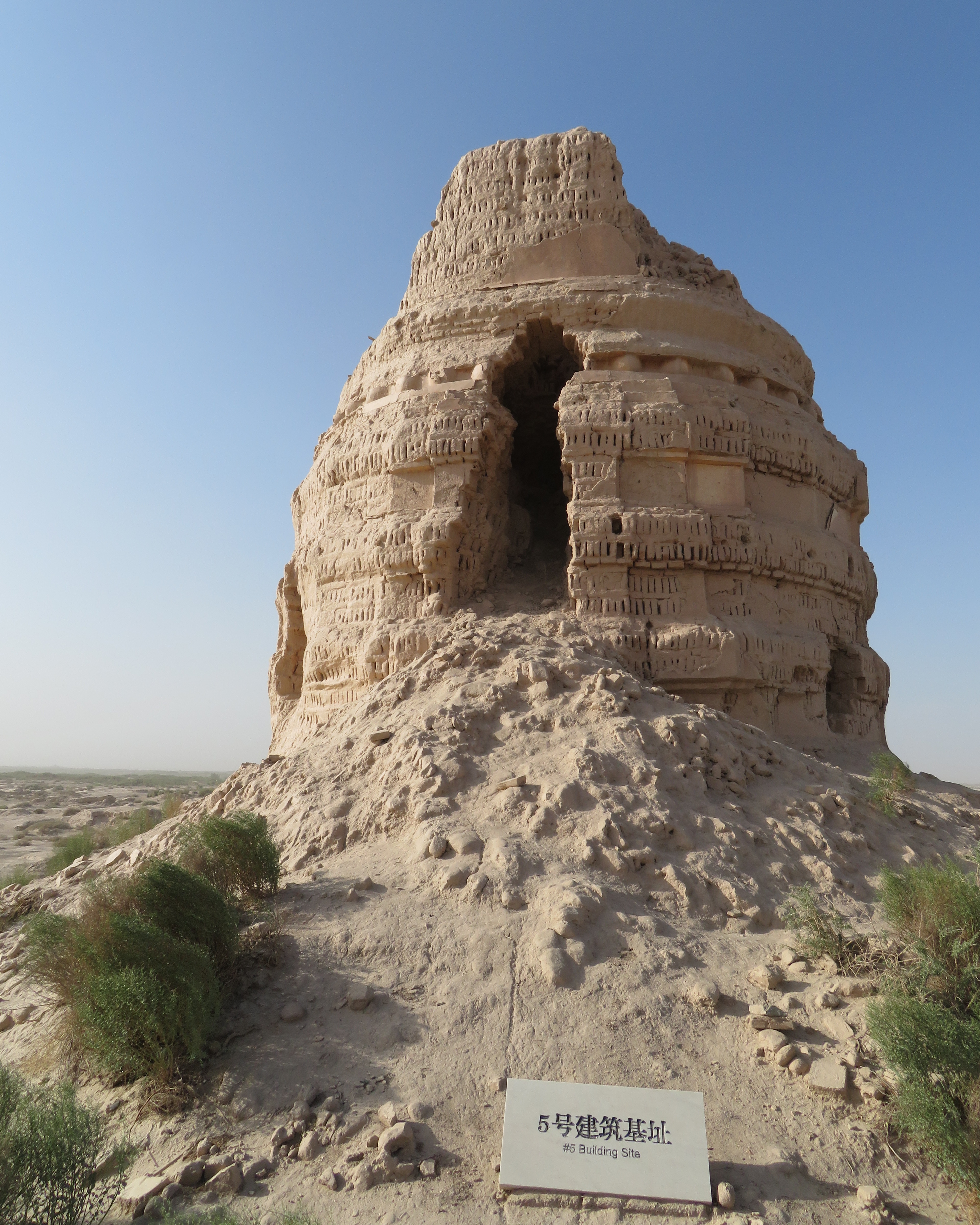
La pagoda principal

L'erudit Li Zhengyu ha identificat el Temple de Ta'er amb el Temple del Rei Aixoka registrat en documents històrics. El Temple del rei Aixoka (en xinés: 阿育王寺); en pinyin: Āyùwāng Sì) era a l'est de la ciutat de Guazhou, que coincideix amb la ubicació del Temple Ta'er. Es va construir per primera vegada durant la Dinastia Zhou del Nord, i el destruïren en l'època de l'emperador Wu, quan es va suprimir el budisme al nord de Zhou i el varen reconstruir durant les dinasties Tang i Xia Occidental. A la cova 16 de les coves de Yulin, un monjo de Xia occidental anomenat Huicong (en xinés: 惠聰) del Temple del Rei Aixoka feu unes inscripcions sobre la seua peregrinació al temple de la cova amb els seus deixebles.(2) En el 627, el monjo de la Dinastia Tang Xuan Zang predicà a Guazhou durant més d'un mes abans de partir cap a l'Índia, i es creu que el Temple de Ta'er és el lloc probable del seu sojorn.
La publicació de la Dinastia Qing New Gazetteer of Suzhou (en xinés: 肅州新志) registra el descobriment d'una estela de pedra trencada en les ruïnes del temple, amb una inscripció en cal·ligrafia de la Dinastia Tang, que lloava a Zhang Yichao, que va recuperar la regió de Dunhuang després de dècades de control tibetà i arribà a una alta posició en la cort de Tang. L'anvers de l'estela sembla elogiar els fets de Cao Yijin, un governador de l'Exèrcit Guiyi del segle x.(2)
Segons testimonis presencials locals, una banda de russos arribà a aquestes ruïnes en la dècada dels 1940 i va obrir la pagoda principal: hi trobà nombrosos sutres i pintures i se'ls emportaren. Més tard, els arqueòlegs hi descobriren un document en paper en una de les pagodes més petites. Hi ha paraules impreses del mantra budista Om mani padme hum, en l'alfabet tangut de la Xia Occidental.(2)
El 2014, Suoyang i les seues ruïnes foren inscrites en la llista de la UNESCO del Patrimoni de la Humanitat, com a part de la Ruta de la Seda: la Xarxa de Rutes del Corredor Chang'an-Tianshan.